# 谷喬夫
谷 喬夫（たに たかお、1947年12月 - ）は、日本の政治学者。新潟大学名誉教授。専攻は、政治哲学・西洋政治思想史。

## 略歴
群馬県前橋市生まれ。1966年群馬県立前橋工業高等学校機械科卒業。1971年中央大学法学部政治学科卒業、1974年東北大学大学院法学研究科修士課程修了、1979年中央大学大学院法学研究科博士課程満期退学。その後、中央大学法学部通信教育課程インストラクター、埼玉大学教養部・早稲田大学教育学部の兼任講師を経て、1983年日本福祉大学社会福祉学部専任講師（福祉政治論担当）。1989年同社会福祉学部助教授。同社会科学研究所長。1992年新潟大学法学部教授（西洋政治思想史など担当）。1998年ミュンスター大学法学部客員教授。日本政治学会理事。2001年大学入試センター教科専門委員会部会長。2002年大学入試センター研究開発部客員教授。2004年新潟大学大学院現代社会文化研究科教授。2006年同大学院実務法学研究科（法科大学院）教授（政治学ほか担当）。2008年同現代社会文化研究科教授（政治哲学担当）。2013年同停年退官。同名誉教授を歴任。2013年同停年退官。2013年関東学園大学経済学部客員教授（2016年まで、政治哲学担当）。

## 著書
- 『ヘーゲルとフランクフルト学派 政治哲学の根本問題』御茶の水書房　1982
- 『現代ドイツの政治思想 ナチズムの影』新評論　1995　シリーズ<政治思想の現在>
- 『ヒムラーとヒトラー 氷のユートピア』2000　講談社選書メチエ
- 押村高、添谷育志（編）『アクセス政治哲学』日本経済評論社　2003
- 『ナチ・イデオロギーの系譜　ヒトラー東方帝国の起原』新評論　2012

## 翻訳
- クリストファー・ブラウニング『普通の人びと ホロコーストと第101警察予備大隊』筑摩書房　1997

## 参考
- 谷喬夫　J-GLOBAL 2022年3月閲覧
- 新潟大学研究者総覧 谷 喬夫 - archive.today（2012年12月19日アーカイブ分）

| スタブアイコン | サブスタブ | この項目は、まだ閲覧者の調べものの参照としては役立たない、人物に関連した書きかけの項目です。この項目を加筆・訂正などしてくださる協力者を求めています（P:人物伝/PJ:人物伝）。 |